# 遊 (京丹後市)
遊（あそび）は、京都府京丹後市網野町掛津にある地名。大字網野町掛津を構成する2つの集落のうち、東側にあたる。

## 地理
北は日本海に面し、網野町掛津の掛津地区とともに、琴引浜を形成する。
北緯35.703454度、東経135.063472度付近で、集落は急傾斜地に展開する。東に三津、西に掛津の集落があるが、いずれも集落の間に砂丘がある地形により連続性はなく、集落は孤立している。

## 地名の由来
地名の由来には諸説あり、宮津藩の領地だった時代に殿様が遊覧に訪れたことから「遊（あそび）」と称するという説がある。
郷土史家の澤潔は、『古事記』の天若日子の葬儀の条に「日八日夜八夜を遊びき」とあるように死者は遺体が腐敗するまでの間は甦る可能性があると考えられ、それまでの期間の儀式を「あそび」と呼び、皇族や公卿のもがりの宮に仕えた部族を「遊部」と呼んだことが由来ではないかと示唆している。遊には海で落命した遺体が漂着しやすい場所があり、集落の墓地には漂流者のための墓がある。
「遊」というユニークな地名は、地元の丹後地方でも遊地区を語る際のネタになっており、地域の人々は友人に「あそびにいこかぁ」と誘われた際、遊区に遊びに来るのか、他所へ遊びに行こうと誘われているのか判断できずとまどうという。

## 歴史
宝暦13年（1763年）から天保12年（1841年）にかけて編纂された『丹哥府志』に、「三津の次」として「遊村」が記録され、「遊の浦」を詠み入れた狂歌が2編残されている
文化11年（1814年）、修行の旅路で丹後地方を訪れた山伏の野田泉光院は、7月23日に琴引浜を訪れ、遊村の善人宿・兵次郎宅に身を寄せ、翌7月24日辰の上刻に出立したことを『日本九峰修行日記』に記録している。 
1948年（昭和23年）年頃まで、遊の海岸線には4月～5月上旬にかけて海が青く染まるほどイワシの大群が押し寄せることが年数回あり、村人総がかりの生業として「イワシ網」があった。イワシの寄りが確認されると、村人は何の作業中であってもそれを放棄して浜に集まり、本職の漁師10人ほどが網を引きながらイワシを浜に追い込み、合図とともに陸から村人総出で網を引き揚げた。獲れたイワシは全戸で均等に分け、干して保存食とした。この行事にちなみ、共有の山として「鰯山」があり、「見張り台」の跡とされる場所が残されている。当時の暮らしは、海から魚を得るほか各戸で消費するだけの米・野菜を育てており、食糧には不足が無かった。
昭和30年代（1955年～1964年）以降、地区の名士が織物業に参入したことをきっかけに、急速に機業（西陣織や丹後ちりめん）が普及した。この頃から遊・掛津の一帯は映画のロケ地として注目されるようになり、エキストラで撮影に参加する住民もいた。銀幕の著名人が多く訪れているが、なかでも市川雷蔵が来た時には村中の職工が機を止めて見学に行った。
1979年（昭和54年）6月、三津地区とともに、健康推進モデル地区に指定された。
1987年（昭和62年）、琴引浜の西側にあたる掛津地区住民と協働で、「琴引浜の鳴り砂を守る会」を発足させる。以後、現在に至るまで砂浜の清掃活動やその啓発活動「はだしのコンサート」などに取り組んでいる。1980年代後半以降のバブル景気のこの頃には、都市部からリゾート開発の提案が持ち込まれた際には地区をあげて大騒動になったというが、仔細は明らかでない。小規模なため、遊地区の運営の多くは区長・副区長・役員で大体のことが決まり、まとまりやすい地域性がある。
教育機関は豊岡県だった1873年（明治6年）以降に掛津村・遊村の小学校として掛津校が開校した。この場所は両村の菩提寺である掛津の海蔵寺であったとみられている。1891年（明治24年）に掛津校が廃校となったため、遊の児童は三津校に通うことになり、同じ大字掛津地域でも掛津は島津校、遊は三津校に校区が分かれていたが、2012年（平成24年）3月に三津小学校が閉校し、その後は島津小学校に通っている。

## 世帯数・人口

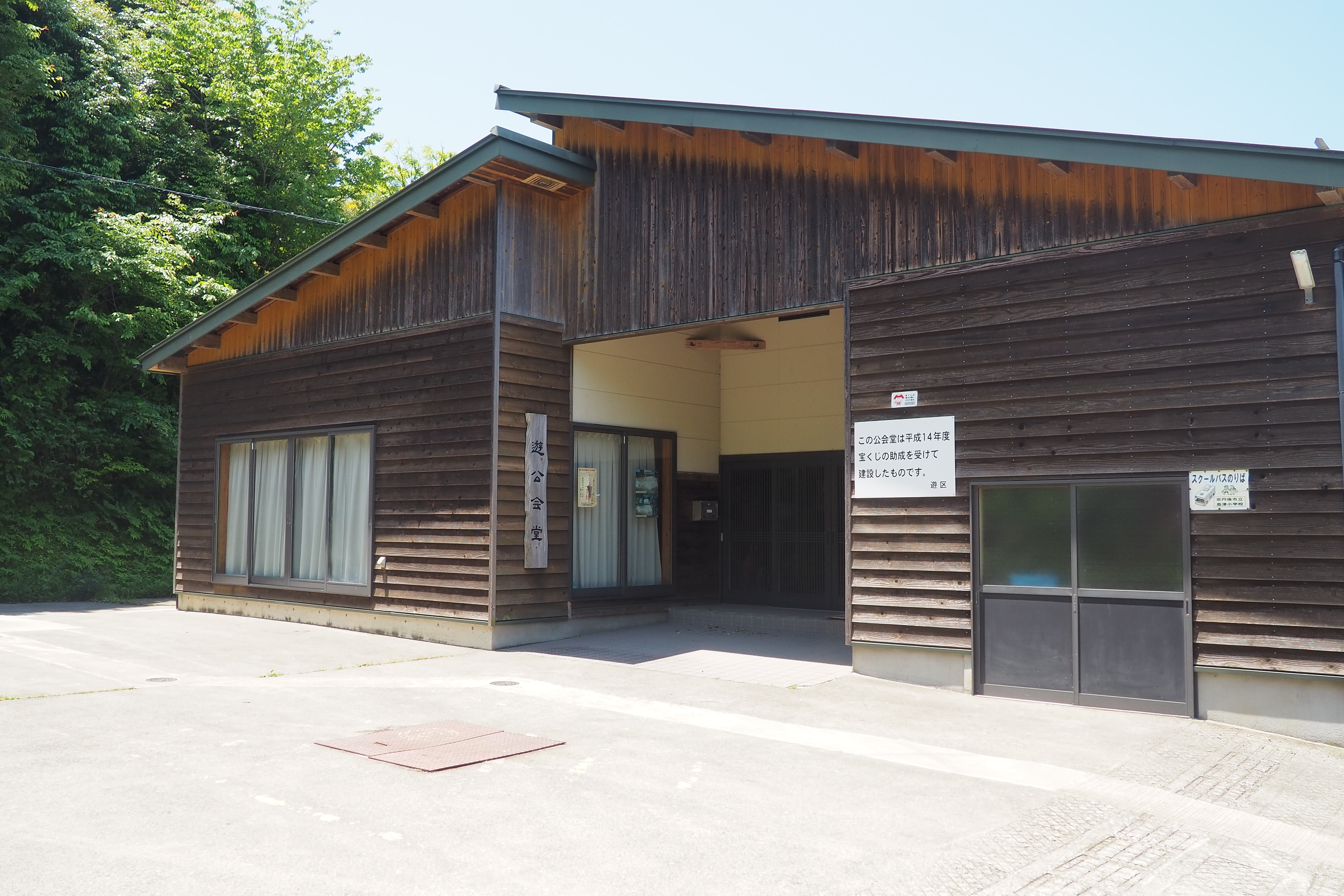
遊公会堂

国勢調査によれば、1960年（昭和35年）時点で、世帯数は62戸、人口336人。
1970年（昭和45年）時点で、世帯数は69戸、人口327人。
2021年（令和3年）時点で世帯数67戸、人口179人。

## 施設・設備
遊漁港
1954年（昭和29年）7月12日に第1種漁港の指定を受けた、京丹後市が管理する網野町域にある5つの漁港のひとつである。主にカレイ、サザエ、わかめなど海藻類を陸揚げする。船溜まりがないため専業の漁師は少なく、2007年（平成19年）の時点で1人だけだった。

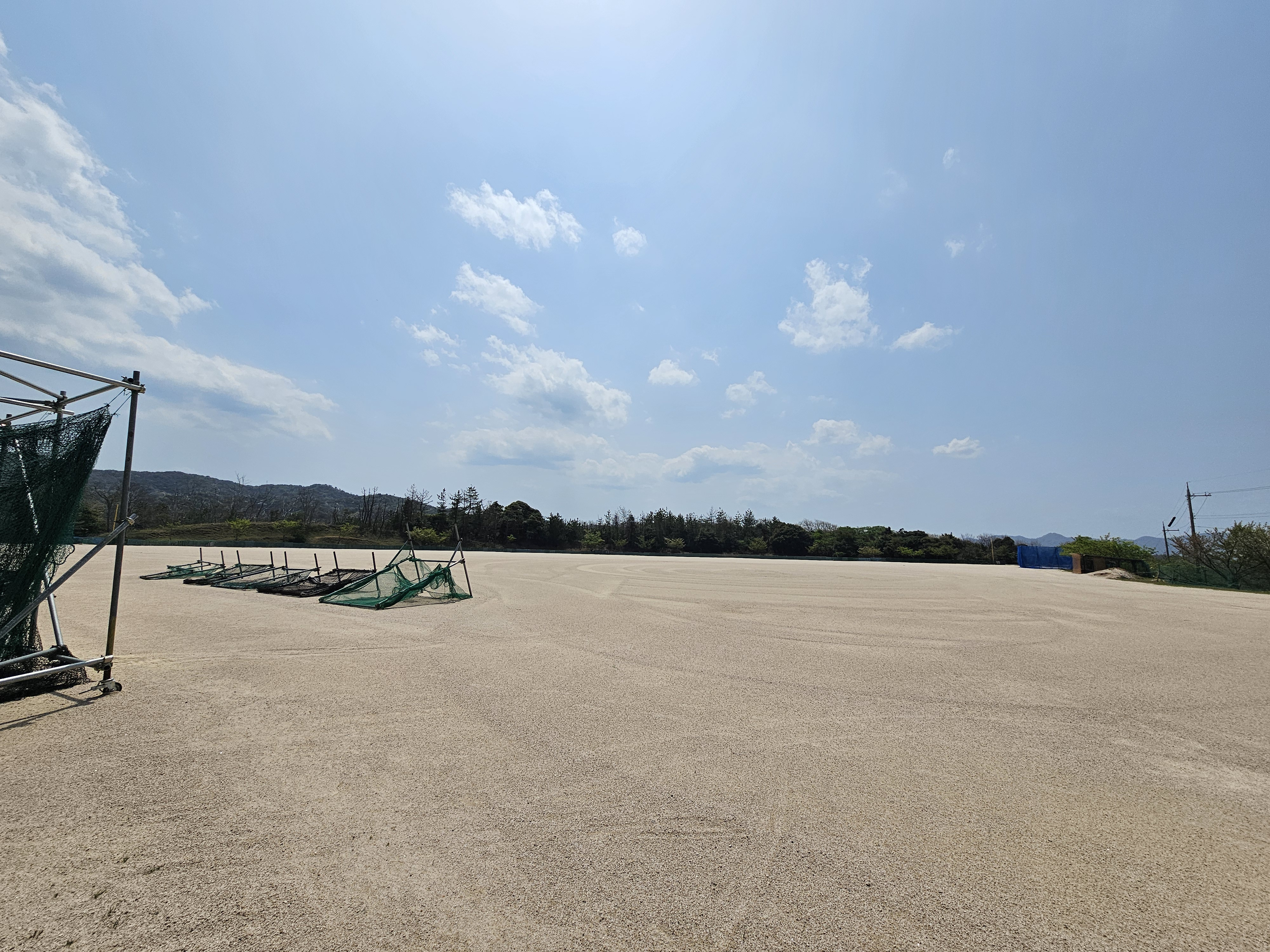
遊グラウンド
中学生年代の硬式野球チームである京丹後ボーイズのホームグラウンドである。また、地区住民の指定緊急避難場所に指定されている。昭和初期にはすでにグラウンドがあり、戦時下には開墾され畑となっていた。終戦後、複数回の整備が行われた過程で周辺にオーナー桜300本が植樹されている。
遊公会堂
地区公民館の役割を担う公共施設。イベントホール。
Asobi Lodge
ゲストハウス
Umieru（ウミエル）
1棟貸しの宿泊施設で、京丹後市網野町島津の設計事務所「U設計室」の古民家リノベーション事例の展示場。

## 名所・旧跡

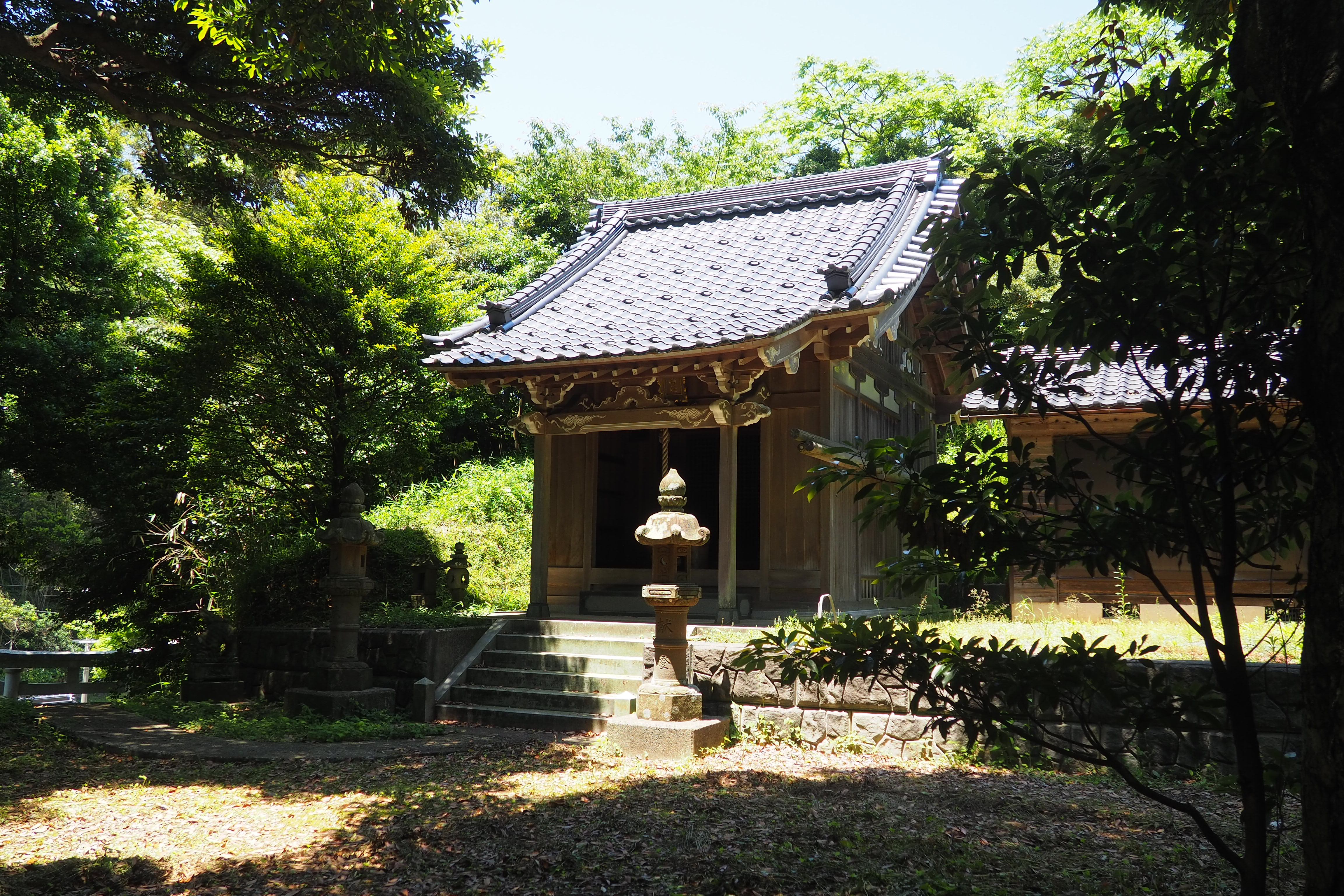
濱田神社

琴引浜
鳴き砂で知られる。2007年（平成19年）、国の天然記念物および名勝に指定された。
琴引浜の東端には遊海水浴場があり、「あそびーち」の愛称が付けられている。
迎えの湯船岩
砂浜の東の岩場に大小の潮だまりがあり、これが夏場には陽光で温められて湯船のようになることから「湯船岩」と呼ばれている。宮津藩主が訪れた際、村人がここで出迎えたことから「迎えの湯船岩」と呼ばれる。近くの入り江に、船を係留するのに適した大きな岩があり、「殿島（とのじま）」と呼ばれる。
ワンワン口
漁港内の東側入口付近の海上にある、幅10メートル、高さ5メートル、奥行き30メートルほどの洞窟。最奥は砂の陸地で、内部で手を打つと「ワンワン」と反響することからこの名が付いた。
行者山
琴引浜と遊漁港の間にある山。山の中に、行者菩薩像が遊漁港の方を見守る形で祀られている。遊グラウンドの下にあり、大岩をくりぬいた中に行者像が納められており、その下の急斜面に突き出た岩を「行者石」と呼ぶ。
濱田神社
掛津字遊幸神ケ岡に鎮座する遊の氏神で、素佐之男命と佐田比古命を祭神とする。由緒不明だが1887年（明治20年）には区文書に社名が記録されている。
稲荷神社
濱田神社境内社として1社、ほか、遊集落のなかの秋葉神社の下方にも１社ある。
秋葉神社
蛭子神社
遊漁港の北東の丘上にあり、海難者の鎮魂のための社であるともされている。
地蔵堂（丹後震災慰霊碑）
1927年（昭和2年）の北丹後地震の影響で発生した山津波に巻き込まれた人々を慰霊する堂や石塔で、遊口交差点の1本わき道に入ったところの木の根元にある。
大石堂
遊漁港と三津地区の間の峠道で、三津や徳光や掛津など各地からの道が合流する境目に、古来、疫病の入村を防ぐために建てられたと伝わる大石堂が4つある。

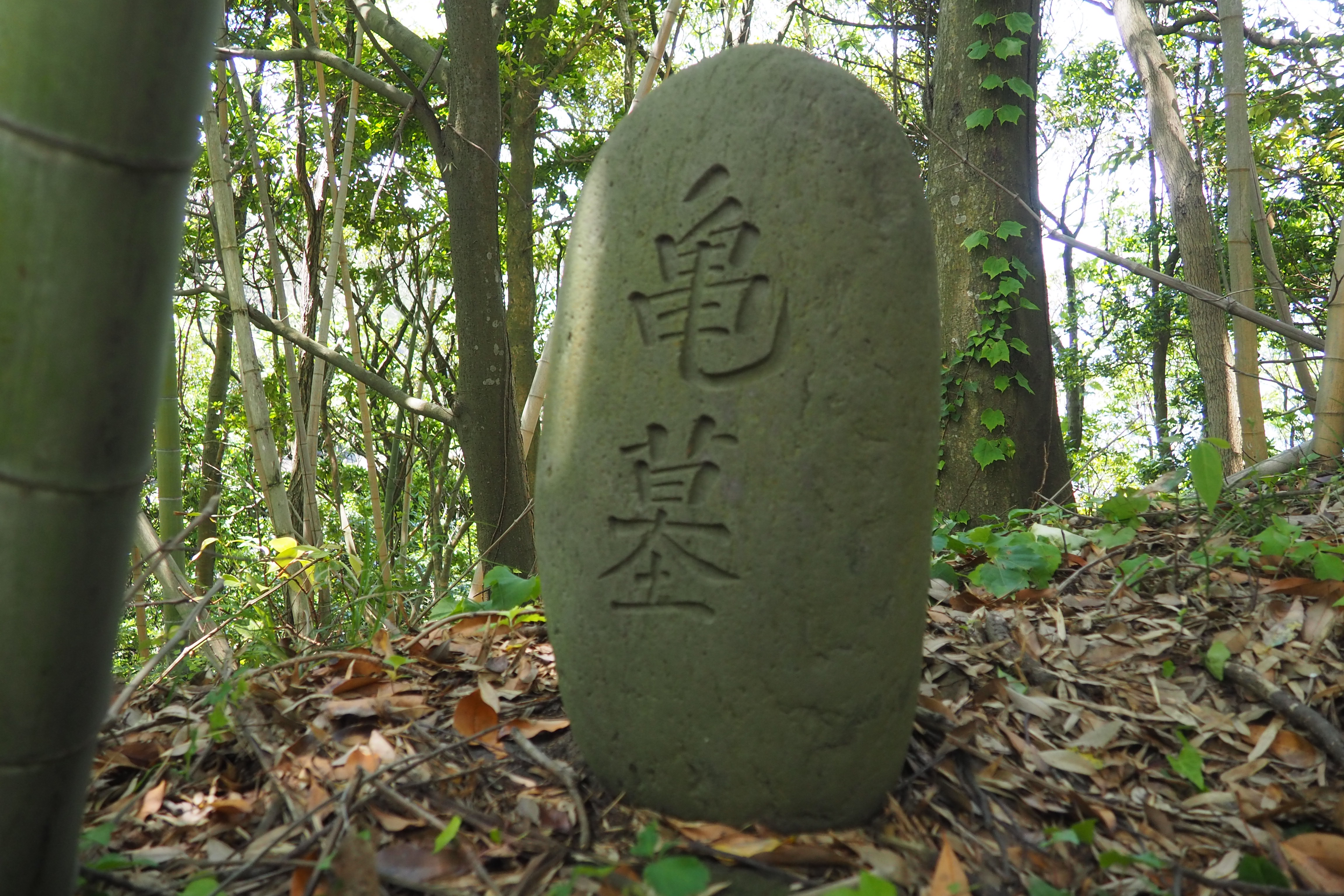
1885年建立の亀墓。漂着した亀を埋葬した。

## 交通

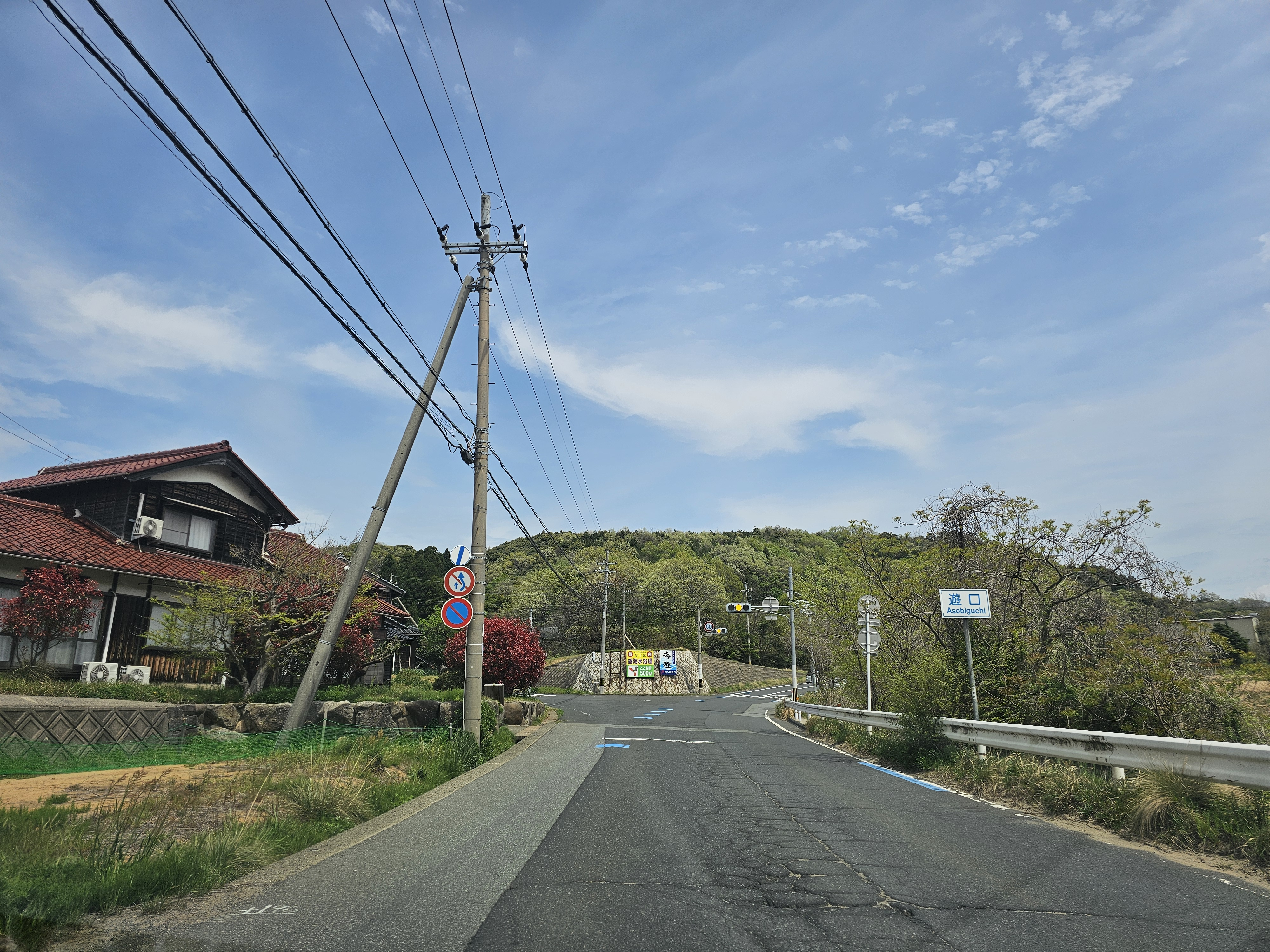
国道178号線の遊口交差点

国道178号線沿いの遊口交差点から北折して遊漁港につながる。大字掛津の西側・掛津地区とは、山と川に沿って古道があり、現在は農道として利用されている。

### アクセス
丹海バス「遊口」「遊」などのバス停がある。